# Kovači, Pljevlja
Kovači este un sat din comuna Pljevlja, Muntenegru. Conform datelor de la recensământul din 2003, localitatea are 34 de locuitori (la recensământul din 1991 erau 46 de locuitori).

## Demografie
În satul Kovači locuiesc 34 de persoane adulte, iar vârsta medie a populației este de 63,7 de ani (58,9 la bărbați și 69,9 la femei). În localitate sunt 16 gospodării, iar numărul mediu de membri în gospodărie este de 2,13.
Această localitate este populată majoritar de sârbi (conform recensământului din 2003).
|  |

| Demografie | Demografie | Demografie |
| An         | Locuitori  | Locuitori  |
| ---------- | ---------- | ---------- |
|            |            |            |
|            |            |            |
|            |            |            |
|            |            |            |
| 1948       | 174        |            |
| 1953       | 196        |            |
| 1961       | 180        |            |
| 1971       | 153        |            |
| 1981       | 96         |            |
| 1991       | 46         | 44         |
| 2003       | 38         | 34         |

| \| Componența etnică conform recensământului din 2003[2] \| Componența etnică conform recensământului din 2003[2] \| Componența etnică conform recensământului din 2003[2] \| Componența etnică conform recensământului din 2003[2] \| Componența etnică conform recensământului din 2003[2] \| \| ----------------------------------------------------- \| ----------------------------------------------------- \| ----------------------------------------------------- \| ----------------------------------------------------- \| ----------------------------------------------------- \| \| \| \| \| \| \| \| Sârbi \| Sârbi \| \| 31 \| 91,17% \| \| Muntenegreni \| Muntenegreni \| \| 3 \| 8,82% \| \| necunoscută \| necunoscută \| \| 0 \| 0% \| |              |  |    |        |
| Componența etnică conform recensământului din 2003 |              |  |    |        |
| |              |  |    |        |
| Sârbi | Sârbi        |  | 31 | 91,17% |
| Muntenegreni | Muntenegreni |  | 3  | 8,82%  |
| necunoscută | necunoscută  |  | 0  | 0%     |